# 本を表紙で判断するな
本を表紙で判断するな（ほんをひょうしではんだんするな、英: 'Don't judge a book by its cover）は、英語のイディオム。

## 概要
「本を表紙で判断するな」は「見かけで判断するな」という意味であり、外見だけで人間や物事の価値を判断してはならないという比喩的な表現である。
1860年出版のジョージ・エリオット『フロス湖畔の水車小屋』ではタリバーがダニエル・デフォーの『悪魔の歴史』を論じる際にこのフレーズを使用し、それがどのように美しく結び付けられているかを述べている。
1946年出版のレスター・フラー エドウィン・ロルフ『ガラスの部屋での殺人』（殺人ミステリー）にこのセリフが登場した時に社会に広まった。